# ابوالنضر طوسی
ابوالنضر، محمد ابن یوسف طوسی (۸۶۴-۹۵۵) فقیه شافعی و محدث ایرانی بود. در روزگارش، بالاترین روحانی شافعی خراسان بوده است. ابوعبدالله حاکم از روایان او بود. 